# هاري إل. ألفورد
هاري إل. ألفورد (بالإنجليزية: Harry L. Alford)‏ هو ملحن أمريكي، ولد في 1879، وتوفي في 4 مارس 1939.

## وصلات خارجية
- هاري إل. ألفورد على موقع ميوزك برينز (الإنجليزية)